# Trachelopachys keyserlingi
Espèce
Synonymes
- Trachelas flavipes Keyserling, 1891 nec L. Koch, 1881
- Trachelas keyserlingi Roewer, 1951

Trachelopachys keyserlingi est une espèce d'araignées aranéomorphes de la famille des Trachelidae.

## Distribution
Cette espèce se rencontre au Brésil au Rio Grande do Sul, au Paraguay et en Argentine dans les provinces de Misiones et du Río Negro.

## Description
Les mâles mesurent de 4,10 à 4,46 mm et les femelles de 4,07 à 5,75 mm.

## Étymologie
Cette espèce est nommée en l'honneur d'Eugen von Keyserling.

## Publications originales
- Roewer, 1951 : Neue Namen einiger Araneen-Arten. Naturwissenschaftlichen Verein Zu Bremen, vol. 32, p. 437-456.
- Keyserling, 1891 : Die Spinnen Amerikas. Brasilianische Spinnen. Nürnberg, vol. 3, p. 1-278 (texte intégral).